# Ochyrocera machadoi
Espèce
Synonymes
- Speocera machadoi Gertsch, 1977

Ochyrocera machadoi est une espèce d'araignées aranéomorphes de la famille des Ochyroceratidae.

## Distribution
Cette espèce est endémique du Chiapas au Mexique,.

## Description
Le mâle holotype mesure 1,18 mm.

## Étymologie
Cette espèce est nommée en l'honneur d'António de Barros Machado.

## Publication originale
- Gertsch, 1977 : Report on cavernicole and epigean spiders from the Yucatan peninsula. Association for Mexican Cave Studies Bulletin, vol. 6, p. 103-131 (texte intégral).